# Flash (album, Jeff Beck)
Flash je čtvrté sólové studiové album Jeffa Becka. Album vyšlo v červenci 1985 pod značkou Epic Records. Album se umístilo na 39. příčce žebříčku Billboard 200.

## Seznam skladeb
| Pořadí | Název                  | Autor                       | Délka |
| ------ | ---------------------- | --------------------------- | ----- |
| 1.     | Ambitious              | Nile Rodgers                | 4:38  |
| 2.     | Gets Us All in the End | Arthur Baker, Tina B.       | 6:06  |
| 3.     | Escape                 | Jan Hammer                  | 4:41  |
| 4.     | People Get Ready       | Curtis Mayfield             | 4:54  |
| 5.     | Stop, Look and Listen  | Rodgers                     | 4:27  |
| 6.     | Get Workin'            | Rodgers                     | 3:35  |
| 7.     | Ecstacy                | David Bendeth, Simon Climie | 3:31  |
| 8.     | Night After Night      | Rodgers                     | 3:42  |
| 9.     | You Know, We Know      | Tony Hymas                  | 5:35  |

## Sestava
- Jeff Beck – kytara, zpěv
- Jimmy Hall – zpěv
- Rod Stewart – zpěv
- Tina B. – zpěv
- Jan Hammer – klávesy
- Duane Hitchings – klávesy
- Tony Hymas – klávesy
- Carmine Appice – bicí
- Jay Burnet – bicí
- Jimmy Bralower – bicí
- Barry DeSouza – bicí
- Tony Thunder Smith – bicí
- Doug Wimbish – baskytara